# Ksenyja Symonova
Ksenyja Symonova (ukrainsk: Ксения Симонова, tr. Ksenyja Symonova; født 1985 i Jevpatorija, Krim, Ukrainske SSR) er en ukrainsk sand-animator og kunstner. Hun begyndte at tegne med sand efter hendes forretning kollapsede under Finanskrisen og havde "tegnet" i mindre end et år, da hun første gang optrådte i udsendelsen Ukraine's Got Talent. Hun vandt 2009 udgaven af denne udsendelse, med en animation, der skildre livet i USSR's store fædrelandskrig mod det Tredje Rige i 2. verdenskrig.
Simonova vandt 1.000.000 ukrainske Hryvnia (ca. 640.000,00 kr.) for sin førsteplads i showet.
På YouTube-video delingstjenesten har videoer fra denne udsendelse modtaget mere end 10,2 millioner hits (optalt i medio af december 2009).